# أوستي ناد أورليتسي
أوستي ناد أورليتسي (بالتشيكية: Ústí nad Orlicí)‏ هي بلدة في إقليم باردوبيتسه في جمهورية التشيك، وهي مركز مقاطعة أوستي ناد أورليتسي.
يبلغ عدد سكان هذه البلدة 15,151 حسب إحصاء في سنة 2006.
تعد المدينة مركزا مهما لصناعات النسيج في جمهورية التشيك، وفي مركز أبحاث القطن فيها طورت في الستينيات تقنية غزل الطرف المفتوح (بالإنجليزية: Rotor Spinning)‏ القادرة على إنتاج خيوط نسجية بطاقة إنتاجية عالية.

## توأمة
لأوستي ناد أورليتسي اتفاقيات توأمة مع كل من:
- آمبرغ
- ماسا مارتانا
- Bystrzyca Kłodzka [الإنجليزية]‏
- Neukölln [الإنجليزية]‏
- بوبراد

## أعلام
- كاميل فاسيك
- ميكال شليغل

## اقرأ أيضاً
- مقاطعة أوستي ناد أورليتسي